# حمزه اصفهانی
ابوعبدالله حمزه بن حسن اصفهانی ادیب، لغت شناس و تاریخ‌نگار ایرانی بود که احتمالاً در سال ۲۸۰ هجری قمری در اصفهان زاده شد و بین سال‌های ۳۵۰ تا ۳۶۰ ه‍جری قمری درگذشت.
به گفتهٔ میتوخ آلمانی شمار نوشته‌های او به ۱۲ جلد می‌رسد و بیش‌تر کتاب‌های او در زمینهٔ نحو و لغت و ادب عربی بوده است. از این جز کتاب‌های التنبیه علی حدوث التصحیف، مجموعهٔ امثال یا کتاب الامثال علی افعل، شرح اخبار ابی نواس، سنی ملوک الارض و الانبیا باقی‌ مانده است.

## زندگی
نام کامل وی ابوعبداللّه حمزة بن حسن اصفهانی است که به صورت حمزة بن حسین یا علی‌ بن حمزه و با کنیهٔ ابوالحسن، ابوعبدالرحمان و ابوالفرج نیز ضبط شده است. تاریخ زادروز حمزه اصفهانی روشن نیست، اما برخی پژوهشگران بر پایه‌ی پاره‌ای نشانه‌ها، زادروز او را حدود ۲۸۰ هجری قمری در اصفهان دانسته‌اند.
حمزه اصفهانی چنین که پیداست تحصیلات اولیه را در اصفهان به انجام رساند و بعدها، برای کسب دانش به مسافرت‌های علمی پرداخت. سه مسافرت علمی او به بغداد، بین سال‌های ۳۰۸ تا ۳۲۳ هجری قمری، شایان ذکر است. فضای سازگار اصفهان و بغداد در پرورش شخصیت علمی حمزه تأثیر بسزایی داشت. وی لغت، ادب، نحو، تاریخ و انساب را نزد بزرگانی چون ابن‌دُرَید (متوفی ۳۲۱)، ابن‌شُقَیر نحوی (متوفی ۳۱۷)، ابن‌علّاف (متوفی ۳۱۸) و برخی دیگر از دانشمندان آن روزگار آموخت. همچنین از پیشگاه محدّثانی چون عَبدان‌بن احمد جوالیقی (درگذشته ۳۰۶)، محمدبن جریر طبری (درگذشته ۳۱۰)، محمودبن محمد واسطی (درگذشته ۳۰۷)، محمدبن صالح عُکبری (درگذشته ۳۰۷) و محمدبن نصیر مدینی (درگذشته ۳۰۵) نیز بهره برد.
مناسبات حمزه اصفهانی با امرای آل‌بویه نیز ظاهراً در شکوفایی علمی او مؤثر بوده است، به گونه‌ای که دو کتاب خود (الخصائص و دیوان ابی‌نواس) را به نام دو تن از امرای آل‌بویه نگارش کرد. بارزترین ویژگی علمی او شیفتگی به دانش و مطالعهٔ انواع علوم بود که نه تنها معاصرانش، بلکه متأخران نیز به آن معترف بودند. توصیفات به کار رفته دربارهٔ وی چون مؤدِّب، فقیه، فاضل کامل، مصنف، مطّلع، ادیب فاضل، خداوند تاریخ و صاحب‌اللغة منزلت علمی برجستهٔ او را تأیید می‌کند. ثعالبی حتی او را هم‌طراز بزرگانی چون صاحب‌بن عبّاد (متوفی ۳۸۵) و خوارزمی (درگذشته نیمه دوم سده چهارم) دانسته است. همچنین گفته شده است که ابوعلی مندویه اصفهانی، پزشک نامی، رسالهٔ فلسفی و چند رسالهٔ پزشکی‌اش را برای حمزه ارسال کرد. با این همه، او بدخواهانی نیز داشت که به وی لقب بائع الهَذَیان داده بودند تا آنجا که برخی نویسندگان متأخر را به این گمان افکند که وی سبک‌مغز و ناقص عقل بوده است.
حمزه به شعوبی‌گری نیز متهم شده است. روشن نیست که این اتهام در روزگار خود وی نیز مطرح بوده یا نه. به نظر می‌رسد توجه فراوانش به زبان فارسی، آداب و رسوم، و تاریخ ایرانیان سبب طرح چنین اتهامی بوده است. تمایل وی نیز به تشیع، به‌رغم لحن جانب‌دارانه‌اش نسبت به علویان یا به کاربردن عباراتی چون «و الصلاة علی نبیه محمد و آله‌اجمعین» غیرمحتمل بوده و ذکر نامش در زمرهٔ مصنفان شیعه مذهب درست نمی‌نماید.
تاریخ درگذشت حمزه اصفهانی به درستی روشن نیست. سمعانی، پیش از ۳۶۰ را تاریخ مرگ وی ذکر کرده است. عبدالمجید قطامش با گوه به اشارات موجود در تاریخ سنی ملوک‌الارض، درگذشت وی را در ۳۵۱ دانسته است که درست‌تر به نظر می‌رسد.

## آثار
آثار متعددی را در شمار تألیفات حمزه اصفهانی برشمرده‌اند که تعداد اندکی از آن‌ها باقی‌مانده است. منابع کهن ۱۲ اثر از وی را نام برده‌اند که از میان آن‌ها ۳ کتاب دربارهٔ تاریخ، و ۹ کتاب در لغت و زبان‌شناسی است که امروزه ۴ کتاب از وی برجای مانده است.
انواع‌الدعاء، الاوصاف، التشبیهات، التماثیل فی تباشیرالسرور، رُدودٌ علی علماء اللغة و علی رواةالشعر و الشعراء، دیوان ابی‌نواس، دیوان شعر ابی‌تمّام و شعراء اصفهان برخی از آثار حمزه‌اند که فقط نام‌شان را می‌دانیم. اگرچه ردودٌ علی علماء اللغة و علی رواةالشعر و الشعراء در زمرهٔ تألیفات حمزه به‌شمار آمده، اما یاقوت حموی بر آن است که حمزه فقط جمع‌آوری و تدوین آن را برعهده داشته است. دربارهٔ التماثیل فی تباشیر السرور نیز چنین احتمالی وجود دارد، زیرا کتابی با همین عنوان منسوب به ابن‌معتز (متوفی ۲۹۶)، خلیفهٔ عباسی، در دست است که حاوی اشعار بزمی است.
برخی کتاب‌های حمزه مفقود شده‌اند، اما بخش‌های پراکنده‌ای از آن‌ها باقی مانده است. از جمله: اصفهان و اخبارها، کتابی مشتمل بر تاریخ، جغرافیا و معرفی اعلام شهر اصفهان؛ اعیادالفرس و رسالة فی‌الاشعار السائرة فی النیروز و المهرجان که بروکلمان آن را دو کتاب و یکی از محققان یک کتاب دانسته‌اند؛ رسائل که گفته شده مجموعه‌ای شامل رسالات ادبی و لغوی بوده و دو کتاب الرسالةالمُعْرِبةُ عن‌شرف الإعراب و رسالة فی الاشعار السائرة فی النیروز و المهرجان، از رسالات همین مجموعه بوده‌اند، و کتاب مضاحک‌الاشعار که ثعالبی قطعاتی از آن را نقل کرده است.
آثار به جای‌مانده حمزه اصفهانی عبارت‌اند از کتاب‌های: التنبیه علی حدوث‌التصحیف، الامثال علی افعل، الخصائص و الموازنة بین‌العربیة و الفارسیة، (گردآوریِ) دیوان ابی‌نواس، الامثال الصادرة عن بیوت‌الشعر (عن ثبوت‌الشعر)، الفصول‌المختارة من کتب جاحظ و تاریخ سنی ملوک‌الارض و الانبیاء که جز سه کتاب الفصول‌المختارة، الامثال‌الصادرة، و الخصائص، بقیه منتشر شده‌اند. محققان، از وجود یک نسخهٔ خطی از هر یک از دو کتاب الفصول‌المختارة و الامثال‌الصادرة، بدون اشاره به محتوای آن‌ها، یاد کرده‌اند.

### الخصائص و الموازنة بین‌العربیة و الفارسیة
الخصائص و الموازنة بین‌العربیة و الفارسیة که آن را الموازنة بین‌العربی و العجمی یا الموازنة بین العربیة و العجمیة نیز نامیده‌اند، اثری تحقیقی است دربارهٔ اسم‌های معرّب، اعم از اسم مکان، حیوانات و پرندگان، خوراک و پوشاک، عطریات، سلاح‌ها، قبایل، جواهرات و غیر آن. این کتاب که برای عضدالدوله دیلمی تألیف شده، به دلیل تأکید بر فارسی‌بودن بسیاری از اسم‌های عربی، از گذشته تاکنون یکی از دلایل اعتراض به حمزه اصفهانی بوده است. از این اثر، ابوریحان بیرونی، ثعالبی، یاقوت حموی و سیوطی بهرهٔ بسیار برده‌اند. دو نسخهٔ به‌جای مانده از این اثر در کتابخانه‌های مصر نگهداری می‌شوند.

### الامثال علی افعل
الامثال علی افعل، که با نام‌هایی چون الدرّةالفاخرة، امثال حمزه، الامثال السائرةالجاریة علی‌اَلْسِنة الفصحاء، و جز آن نیز ذکر شده است، از مشهورترین کتاب‌های امثال عربی است. این کتاب شامل مقدمه‌ای طولانی و سی‌باب دربارهٔ امثال عربی بر وزن افعل، امثال مولَّدین و حَضَریّین (شهرنشینان) و خرافات رایج مرتبط با امثال، همراه با تفاسیر و حکایاتی دربارهٔ وجه تسمیه آن‌ها، شرح کلمات نامأنوس و ناآشنا با استفاده از اقوال لغویان، اشاره به امثال هم‌معنی با آن‌ها و استناد به شواهد قرآنی، حدیثی و شعری است. ضمن آنکه، حمزه به تناسب موضوع، از بحث‌های لغوی در مورد برخی واژگان، توضیح دربارهٔ مکان و زمان رواج امثال و نیز تعیین هویت عربی، اسلامی یا مولَّد بودن آن‌ها غفلت نکرده است. الامثال علی‌افعل کهن‌ترین کتاب به جامانده دربارهٔ امثال بر وزن افعل است. بحث‌های مهم لغوی و ادبی، بخش‌بندی منظم، ترتیب الفبایی امثال و استفاده از مهم‌ترین کتب امثال، لغت، ادب، تاریخ، اخبار و انساب، این کتاب را یکی از مهم‌ترین مراجع مؤلفان دوره‌های بعد، نظیر ابوهلال عسکری (متوفی ۳۹۵)، ابومنصور ثعالبی (متوفی ۴۲۹)، ابوعبید بکری (متوفی ۴۸۷)، ابوالفضل میدانی (متوفی ۵۱۸)، ابوالقاسم زمخشری (متوفی ۵۳۸)، ابن‌خلّکان (متوفی ۶۸۱) و ابن‌منظور (متوفی ۷۱۱) کرد. از این کتاب، نسخ خطی متعددی برجامانده است؛ با این ملاحظه که یکی از این نسخ به خطا، به زمخشری منسوب شده است. نخستین‌بار عبدالمجید قَطامش، محقق مصری، با اتکا به چهار نسخه اقدام به تصحیح و چاپ این اثر با عنوان الدرةالفاخرة فی الامثال السائرة نمود. در سال ۱۳۶۷ خورشیدی (۱۹۸۸ میلادی) نیز، فهمی سعد براساس نسخهٔ دارالکتب الوطنیه تونس و مقایسهٔ آن با اثر چاپی قطامش، اقدام به چاپ جدیدی از این کتاب با عنوان سوائرالامثال علی افعل نمود.

### التنبیه علی حدوث التصحیف
التنبیه علی حدوث التصحیف، که ابن‌ندیم آن را به‌صورت التنبیه علی حروف‌المصحف و یاقوت حموی به‌صورت التصحیف، التصحیف و التحریف و نیز التنبیه ضبط کرده است، از مهم‌ترین آثار لغوی به جامانده حمزه اصفهانی است. این کتاب دارای مقدمه‌ای طولانی است در باب خط عربی و تعلیل و تحلیل نحوه وقوع تصحیف در نگارش عربی. متن کتاب شامل هفت باب است، از جمله دربارهٔ تصحیف علما در شعر قدما، اشتقاق حروف و خطاهای انجام گرفته در آن، تفاسیر مختلف در خصوص ابیات دچار تصحیف، وجوداختلاف در قرائات قرآن، و تصحیف در نثر. حمزه در این کتاب، با بیانی نقادانه و صریح، علت وقوع تصحیف در زبان عربی را ضعف اساسی این زبان در خصوص چند حرف هم شکل (باء، تاء، ثاء، یاء و نون) و نحوهٔ نقطه‌گذاری و اعجام (اعراب‌گذاری) دانسته و ضمن برشمردن نمونه‌های بسیاری از تصحیفات پدید آمده در لغات عربی، تصحیف را از دلایل بروز تعدد قرائات قرآن به‌شمار آورده است. در همین زمینه، هرچند وی طعنه‌های گروهی از شعوبیان متعصب دربارهٔ لغت و شعر عربی را بیان کرده، متقابلاً از لغویان بزرگی چون خلیل‌بن احمد (متوفی ۱۷۰ یا ۱۷۵) و دیگران نیز دفاع کرده است. جهت‌گیری منتقدانهٔ حمزه در این کتاب، اگرچه دانشمندی چون اسحاق‌بن احمدبن ابونصر بخاری (متوفی ۴۰۵) را به نگارش ردّیه‌ای بر این‌کتاب واداشت، اما ملاحظات دقیق حمزه که حاصل احاطهٔ او به زبان عربی است و نیز رعایت انصاف در مواجهه با آرای لغویان، سبب شد که او را در زمرهٔ اصلاح‌گران خط عربی نیز قرار دهند. از این کتاب، چند نسخه به جامانده است. نخستین‌بار، محمدحسن آل‌یاسین در ۱۳۴۶ خورشیدی (۱۹۶۷ میلادی) این کتاب را براساس نسخهٔ مدرسه مروی تهران، در بغداد چاپ کرد. یک سال بعد، محمد اسعد طلس این کتاب را براساس نسخهٔ کتابخانه ظاهریه دمشق، با تصحیحات و تعلیقاتی به چاپ رساند.

### دیوان ابی‌نُواس
دیوان ابی‌نُواس دیگر اثر به جای‌ماندهٔ حمزه اصفهانی است که آن را به نام عمادالدوله علی‌بن بویه تألیف کرد. در واقع مسافرت او به بغداد در ۳۲۳ هجری قمری با هدف تدوین این کتاب صورت گرفت. در این سفر، از کسانی چون ابن‌انباری، اخفش صغیر، ابن‌علاف، مهلهل‌بن مُزَرّع و برخی از افراد خاندان نوبختی به عنوان مراجع مورد اعتماد دربارهٔ ابونواس، اطلاعات کافی و وافی کسب کرد. در این میان، مهلهل‌بن مزرّع، ادیب و شاعر معروف، در پاسخ به اشتیاق فراوان حمزه به این کار، نه تنها آن قسمت از اشعار ابونواس را که در اختیار داشت به وی داد، بلکه رساله‌ای نیز دربارهٔ سرقت‌های ادبی ابونواس تألیف کرد و به حمزه سپرد. محتوای کتاب حمزه شامل شرحی از زندگی ابونواس و همهٔ اشعار او اعم از قصاید، ارجوزه‌ها و مقطعات است، ضمن آنکه از اشعاری که ابونواس اقتباس کرده و اشعاری که دیگران از او اقتباس کرده‌اند نیز یاد کرده است. ویژگی اصلی این مجموعه، تفسیر و تحلیل‌های حمزه است در خصوص اصطلاحات و مثل‌های فارسیِ به کار رفته در اشعار ابونواس و نیز کلماتی که این شاعر از فارسی به عربی برگردانده است. از دیوان ابی‌نواس به روایت حمزه اصفهانی، نسخ خطی متعددی موجود است. در ۱۳۱۶ خورشیدی (۱۸۹۸ میلادی) اسکندر آصاف، براساس نسخهٔ قاهره، این دیوان را چاپ کرد که چندی بعد در ۱۹۰۴ میلادی تجدید چاپ شد. نقایص این چاپ، اوالت واگنر (مستشرق آلمانی) را بر آن داشت تا در ۱۹۵۸ میلادی به تصحیح انتقادی و چاپ دیوان ابی‌نواس بپردازد.

### تاریخ سنی ملوک‌الارض و الانبیاء
تاریخ سنی ملوک‌الارض و الانبیاء که نام اصلی آن تواریخ کبارالامم بوده و با نام‌های دیگری چون تاریخ کبارالبشر و کتاب الامم نیز ذکر شده است، تنها کتاب تاریخی به جامانده از حمزه اصفهانی است که در آن، در ده باب به ذکر سال حکومت پادشاهان و حکام ایران، روم، یونان، قبط، اسرائیل، لخم، غسّان، حمیر، کنده و قریش، و پیامبران معاصر با برخی از این فرمانروایان پرداخته است. وی هنگام ذکر تاریخ قریش، از تاریخ مَعَدّیان آغاز کرده و آن را تا دوران اسلام و سپس عصر خلفا تا ۳۵۰ هجری قمری ادامه داده است، ضمن آنکه از توجه به حکومت‌های ایرانی معاصر عصر خلفا نیز غفلت نکرده است. محور اصلی این کتاب تعیین سنوات صحیح حکومت حکام و پادشاهان با کمک محاسبات نجومی است و از این‌رو بیش از آنکه رویکردی تاریخی داشته‌باشد، تقویمی است حاوی برخی تفاصیل تاریخی و اجتماعی. با این حال، دقت به‌کاررفته در آن توأم با روش علمی نگارش کتاب، اهمیت آن را تا حد یک اثر معتبر تاریخی ارتقا داده است. چند نسخهٔ خطی کامل و ناقص از این کتاب موجود است. نخستین‌بار در ۱۸۴۴، میلادی، گوتوالت متن عربی کتاب و در ۱۸۴۸ میلادی ترجمهٔ لاتینی آن را در لایپزیگ منتشر کرد. در ۱۸۶۶ میلادی مولوی کبیرالدین این کتاب را با عنوان تاریخ ملوک‌الارض در کلکته به چاپ رساند. در ۱۹۳۲ میلادی داود پوته ترجمهٔ انگلیسی آن را در بمبئی منتشر کرد. نخستین‌بار، در ۱۳۴۶ خورشیدی جعفر شعار این کتاب را به فارسی ترجمه کرد که با عنوان تاریخ پیامبران و پادشاهان انتشار یافت.

## شیوهٔ کار علمی

### به‌عنوان ادیب
حمزه اصفهانی به‌گواهی عناوین آثار مفقود و مجموعهٔ آثار موجودش، پیش و بیش از آنکه مورخ باشد، ادیب و لغت‌شناسی مبرِّز بود. در دوران حیاتش، عبدان بن عبدالرحمان اصفهانی در قصیده‌ای، مقام علمی و ادبی او را ستوده و مهلهل‌بن مزرّع با همین دیدگاه او را ستایش کرده است. مؤلفان پس از وی نیز غالباً او را مؤدب، ادیب و لغوی معرفی کرده و از این دسته از آثار او بسیار بهره برده‌اند؛ اما مکانت ادبی حمزه در ادوار اخیر، غالباً تحت‌الشعاع تاریخ‌نگاری او قرار گرفته است؛ شاید به آن علت که نخستین پژوهش‌های علمی جدید در آثار وی، از کتاب تاریخ سنی ملوک‌الارض و الانبیاء آغاز شد و چه بسا محققان اروپایی پیشگام در این پژوهش، از آثار دیگر وی اطلاع دقیقی نداشته‌اند. تنها از نیمهٔ سدهٔ بیستم میلادی بود که دیگر آثار حمزه مورد توجه قرار گرفت و برخی از آن‌ها منتشر شد و مطالعات انجام‌گرفته بر روی آن‌ها، روش‌شناسی آثار ادبی و لغویِ وی را میسر ساخت. براساس همین آثار، تسلط فراوان حمزه بر مباحث ادبی و لغوی و تأثیرپذیری شایان توجه ادیبان و لغویان قرون بعد، از وی آشکار شد. به نوشتهٔ قطامش، کتاب‌هایی چون التنبیه و الخصائص حاوی مطالبی است که پیش از وی کسی بدانها نپرداخته و از این‌رو از مصادر مورد مراجعه دانشمندان بوده است.

### به‌عنوان تاریخ‌نگار
جایگاه والای ادبی حمزه، به معنای نفی ارزش تاریخ‌نگاری او نیست. اگرچه جز کتاب موجز تاریخ سنی ملوک‌الارض، اثر تاریخی دیگری از وی باقی نمانده، اما تتبعات دقیق و روشمند موجود در این اثر، همراه با توصیفات به جامانده از کتاب مفقود اصفهان و اخبارها، حاکی از جایگاه او به عنوان مورخی مطرح است؛ به‌ویژه از آن‌رو که نگرش تاریخی حمزه، برخلاف غالب مورخان آن دوره، نگرشی نقادانه و علمی است. او در مقدمهٔ کتاب، از آمیخته‌بودن داستان‌های رؤیایی و باطل با تاریخ و قصدش برای رفع تحریفات تاریخی سخن گفته است. در واقع، به‌رغم آنکه وی دنباله‌رو تاریخ‌نگاری سنّتی ایران که برگرفته از ادبیات عرب بود، دانسته شده است، تاریخ‌نگاری او تفاوت‌های آشکاری با آثار برخی از مورخان آن روز دارد، از جمله کاربردی‌بودن تاریخ از نگاه او به لحاظ ارتباطات میان‌رشته‌ای و نیز نگرش علمی به تاریخ. توجه فراوان به تقویم، استنتاج سنوات صحیح تاریخ اقوام و ملل از طریق محاسبات نجومی و بهره‌گیری از اطلاعات منجمان، توجه خاص به میراث مکتوب به جامانده در آثار باستانی و اظهار تردید جدّی در روایات مربوط به آفرینش از برجسته‌ترین ویژگی‌های علمی اثر اوست. نگاه تاریخی او جهان‌شمول است، به این ترتیب که وی به سرگذشت تاریخی سایر اقوام و ملل نیز توجه نشان می‌داد و حتی از پژوهش‌های میدانی و مراجعه به صاحب‌نظران و دانشمندان غیرمسلمان، که گه‌گاه در قالب مسافرت‌های طولانی صورت می‌گرفت، ابایی نداشت. از این‌رو، شاید بتوان او را از تخصص‌گرایان روزگارش به‌شمار آورد.
ویژگی دیگر تاریخ او تعدد و تنوع منابعی است که از آن‌ها سود جسته است. منابع مکتوب و مراجع شفاهی که وی با اسم و رسم به معرفی و نقل مطلب از آن‌ها پرداخته، دقت نظر و تلاش وی برای عرضهٔ اطلاعات صحیح‌تر از منابع موثق‌تر را نشان می‌دهد. نگاه نقادانهٔ او تاریخ را از شکلی صرفاً روایی خارج کرده است و ازاین‌رو به‌رغم آنکه وی به نوعی با طبری مقایسه شده، برخلاف طبری نه تنها از قضاوت دربارهٔ وقایع ابایی نداشته بلکه به این امر اصرار نیز ورزیده است. بر این اساس، وی هنگام رد یا قبول یک رأی، دلیل یا دلایل خود را عرضه کرده و چنانچه قادر به داوری قطعی نبوده، با عبارت «اللّه اعلم» تردید خود را نشان داده است. گاه حتی به نظر می‌رسد که درصدد القای این تردیدها به خواننده است تا بلکه وی را از پذیرش بی‌چون و چرای هر نقلی بازدارد. تاریخ سنی ملوک الارض اگرچه به دلیل فقدان شرح و بسط وقایع سیاسی قابل مراجعهٔ بسیار نیست، به لحاظ ثبت سنوات حکومت حکام، تاریخ ایران و عرب قبل از اسلام، ذکر دستاوردهای تمدنی، برخی حوادث طبیعی و آشوب‌های اجتماعی، که گاه در فصولی جداگانه به آن‌ها پرداخته، حائز اهمیت است. با این حال این نقطهٔ قوت، به‌سبب عدم تمایل حمزه به طولانی‌شدن تاریخش، چنان کم‌دامنه است که جز ادای وظیفه‌ای علمی نمی‌نماید و خواننده را همچنان تشنه برجای می‌گذارد.
تاریخ‌نگاری حمزه از منظری دیگر نیز قابل تعمق است و آن تمایلات ایران‌دوستانهٔ اوست. ایران‌دوستی در آثار دیگر او نیز دیده می‌شود و موجب انتساب وی به شعوبی‌گری شده که از آن به تعصب قومی، تعصب زبانی و نظایر آن تعبیر کرده‌اند. توجه خاص وی به آثار فرهنگی و تمدنی ایران و تمایل به برجسته کردن آن‌ها، نظیر اختصاص دادن مفصّل‌ترین بخش تاریخ خود به پادشاهان ایرانی، ذکر دستاوردهای تمدنی صرفاً ایرانی، تأکید بر نابودی و انتقال میراث علمی ایران از سوی یونانیان و تقبیح آن، توجه به آثار باستانی ایران و مقایسهٔ آن‌ها با اهرام مصر، همگی مبیّن تمایلات ایران‌دوستانهٔ اوست. تألیف دو کتاب اعیاد الفرس و رسالة فی‌الاشعار السائرة فی النیروز و المهرجان را نیز باید در جهت همان تمایلات ارزیابی کرد. این تمایلات در کتاب الخصائص و الموازنة (که در آن بسیاری از نام‌های عربی را دارای اصلی فارسی دانسته)، به حیطهٔ دفاع از زبان فارسی کشیده شده، هر چند که از افراط نیز در امان نمانده است. با این همه، تجلی حس قومیت‌گرایی او با عقاید شعوبیان متفاوت و فاقد شائبه‌های تفاخر نژادی است.